# Hans-Joachim Fröck
Hans-Joachim Fröck (* 28. März 1948) ist ein ehemaliger deutscher Fußballspieler. Für den FC Vorwärts Berlin (1967–1971) und die ASG Vorwärts Stralsund (1971) spielte er in der DDR-Oberliga, der höchsten Spielklasse im DDR-Fußball. Mit dem FC Vorwärts wurde er 1969 DDR-Meister.

## Sportliche Laufbahn
Im Alter von 18 Jahren tauchte Hans-Joachim Fröck erstmals im höherklassigen Fußball der DDR auf, als ihn die TSG Wismar in der Saison 1966/67 in ihrer zweitklassigen DDR-Liga-Mannschaft einsetzte. In den 30 ausgetragenen Punktspielen wurde er in 26 Begegnungen aufgeboten und erzielte dabei sechs Tore. Zur Saison 1967/68 wechselte Fröck zum Spitzenklub der Armeesportvereinigung Vorwärts, dem FC Vorwärts Berlin, in der DDR-Oberliga vertreten war. In den vier Spielzeiten bis 1972 kam Fröck jedoch nur in zwölf Oberligaspielen zum Einsatz, bei denen er siebenmal als Einwechselspieler fungierte. Obwohl stets im Angriff aufgeboten, konnte er kein Tor erzielen. Als der FC Vorwärts 1968/69 DDR-Meister wurde, war Fröck mit nur einem 26-minütigen Einsatz beteiligt. Die meisten Spiele für den Armeeclub bestritt er mit der 2. Mannschaft. Mit ihr stieg er 1969 in die DDR-Liga auf. In den 56 DDR-Liga-Spielen der Spielzeiten 1969/70 und 1970/71 absolvierte Fröck 34 Partien und schoss zwölf Tore. Im Sommer 1971 schob ihn der FC Vorwärts in seine Außenstelle, die Armeesportgemeinschaft Stralsund, ab. Die Stralsunder waren gerade in die Oberliga aufgestiegen, fanden aber für Fröck auch keine Verwendung. Er wurde lediglich am 2. und 3. Oberligaspieltag eingesetzt und spielte in der übrigen Zeit mit der 2. Mannschaft in der drittklassigen Bezirksliga Rostock.
Nach Beendigung der Punktspiele 1971/72 wurde Fröck aus der Armee entlassen und kehrte nach Wismar zurück. Dort hatte die TSG als DDR-Liga-Staffelsieger die Aufstiegsrunde zur Oberliga erreicht und setzte Fröck im Juni/Juli 1972 noch in vier der acht Qualifikationsspiele ein. Die TSG schaffte den Aufstieg nicht und spielte auch in den folgenden Jahren weiter zweitklassig. Dabei konnte sie bis 1980 auf Fröck zurückgreifen, der sich sofort zum Stammspieler entwickelte und für mehrere Jahre der erfolgreichste Torschütze der Wismarer wurde. Zwischen 1972 und 1977 war er Torschützenkönig, in seinen acht Spielzeiten bei der TSG Wismar kam er auf 72 Tore. Dabei hatte er von den 176 Punktspielen 133 Partien bestritten. Seine letzte Spielzeit im höherklassigen Fußball absolvierte Hans-Joachim Fröck 1979/80, in der noch einmal in fünf DDR-Liga-Spielen eingesetzt wurde und dabei auch vier Tore erzielte. Nachdem er im Sommer 1980 seine Laufbahn beendet hatte, konnte er auf 14 Oberligaeinsätze ohne Torerfolg und 193 DDR-Liga-Spiele mit 90 Toren verweisen.